# Список кораблів та суден ЗС США, що перебувають на службі
Список кораблів та суден ЗС США, що перебувають на службі — перелік кораблів та допоміжних та інших суден, що входять до складу Військово-морських сил, Берегової охорони, Повітряних сил, армії та інших видів Збройних сил США.

## Військово-морські сили США

### Авіаносці
| Фото                                                           | Тип                                                            | Назва кораблів | Кількість                                                      | Планується                                                                 | Роки                                                           | Прим.                                                          |
| Авіаносці                                                      | Авіаносці                                                      | Авіаносці | Авіаносці                                                      | Авіаносці                                                                  | Авіаносці                                                      | Авіаносці                                                      |
| Суперавіаносці багатоцільові з ядерною енергетичною установкою | Суперавіаносці багатоцільові з ядерною енергетичною установкою | Суперавіаносці багатоцільові з ядерною енергетичною установкою | Суперавіаносці багатоцільові з ядерною енергетичною установкою | Суперавіаносці багатоцільові з ядерною енергетичною установкою             | Суперавіаносці багатоцільові з ядерною енергетичною установкою | Суперавіаносці багатоцільові з ядерною енергетичною установкою |
| -------------------------------------------------------------- | -------------------------------------------------------------- | --- | -------------------------------------------------------------- | -------------------------------------------------------------------------- | -------------------------------------------------------------- | -------------------------------------------------------------- |
|                                                                | Типу «Німіц»                                                   | «Німіц», «Дуайт Ейзенхауер», «Карл Вінсон», «Теодор Рузвельт», «Авраам Лінкольн», «Джордж Вашингтон», «Джон Стенніс», «Гаррі Трумен», «Рональд Рейган», «Джордж Буш» | 10                                                             |                                                                            | з 1975 — по т.ч.                                               |                                                                |
|                                                                | Типу «Джеральд Р. Форд»                                        | «Джеральд Р. Форд», «Джон Кеннеді», «Ентерпрайз», «Доріс Міллер» | 1                                                              | 10 (1 — в строю; 1 — на стадії випробувань, 2 — замовлено; 6 — планується) | з 2017 — по т.ч.                                               |                                                                |

### Амфібійні сили
| Фото                          | Тип                           | Назва кораблів                                                                                  | Кількість                     | Планується                                      | Роки                                            | Прим.                         |
| Універсальні десантні кораблі | Універсальні десантні кораблі | Універсальні десантні кораблі                                                                   | Універсальні десантні кораблі | Універсальні десантні кораблі                   | Універсальні десантні кораблі                   | Універсальні десантні кораблі |
| ----------------------------- | ----------------------------- | ----------------------------------------------------------------------------------------------- | ----------------------------- | ----------------------------------------------- | ----------------------------------------------- | ----------------------------- |
|                               | Типу «Восп»                   | «Восп», «Ессекс», «Кирсердж», «Боксер», «Батаан», «Бонгомм Річард», «Іво Джима», «Макін Айленд» | 8                             |                                                 | з 1989 — по т.ч.                                |                               |
|                               | Типу «Америка»                | «Америка», «Триполі», «Бугенвіль», «Фалуджа»                                                    | 2                             | 11 (2 — в строю, 2 — будується; 7 — планується) | 2014– по т.ч. (перший корабель серії «Америка») |                               |

| Фото                       | Тип                                 | Назва кораблів             | Кількість                  | Планується                 | Роки                       | Прим.                      |
| Амфібійні командні кораблі | Амфібійні командні кораблі          | Амфібійні командні кораблі | Амфібійні командні кораблі | Амфібійні командні кораблі | Амфібійні командні кораблі | Амфібійні командні кораблі |
| -------------------------- | ----------------------------------- | -------------------------- | -------------------------- | -------------------------- | -------------------------- | -------------------------- |
|                            | Кораблі управління класу «Блу Рідж» | «Блу Рідж» «Маунт Вітні»   | 2                          |                            | з 1969 — по т.ч.           |                            |

| Фото                                     | Тип                                      | Назва кораблів | Кількість                                | Планується                                  | Роки                                     | Прим.                                    |
| Десантні вертольотоносні транспорти-доки | Десантні вертольотоносні транспорти-доки | Десантні вертольотоносні транспорти-доки | Десантні вертольотоносні транспорти-доки | Десантні вертольотоносні транспорти-доки    | Десантні вертольотоносні транспорти-доки | Десантні вертольотоносні транспорти-доки |
| ---------------------------------------- | ---------------------------------------- | --- | ---------------------------------------- | ------------------------------------------- | ---------------------------------------- | ---------------------------------------- |
|                                          | Типу «Сан-Антоніо»                       | «Сан-Антоніо», «Новий Орлеан», «Меса Верде», «Грін Бей», «Нью-Йорк», «Сан-Дієго», «Анкоридж», «Арлінгтон», «Сомерсет», «Джон Мурта», «Портленд», «Форт-Лодердейл», «Річард Маккул-молодший», «Гаррісбург», «Піттсбург» | 12                                       | 14 (12 — в строю, 2 — в стадії будівництва) | з 2006 — по т.ч.                         |                                          |

| Фото                     | Тип                      | Назва кораблів                                                                                           | Кількість                | Планується               | Роки                     | Прим.                    |
| Десантні транспорти-доки | Десантні транспорти-доки | Десантні транспорти-доки                                                                                 | Десантні транспорти-доки | Десантні транспорти-доки | Десантні транспорти-доки | Десантні транспорти-доки |
| ------------------------ | ------------------------ | --- | ------------------------ | ------------------------ | ------------------------ | ------------------------ |
|                          | Типу «Гарперс Феррі»     | «Гарперс Феррі», «Картер Холл», «Оак Хілл», «Перл-Гарбор»                                                | 4                        |                          | з 1995 — по т.ч.         |                          |
|                          | Типу «Відбі Айленд»      | «Відбі Айленд», «Джермантаун», «Форт Макгенрі», «Ганстон Холл», «Комсток», «Тортуга», «Рашмор», «Ашленд» | 8                        |                          | з 1985 — по т.ч.         |                          |

### Підводні човни
| Фото                                          | Тип                                 | Назва кораблів | Кількість                           | Планується                                                                           | Роки                                | Прим.                                                |
| Багатоцільові підводні човни атомні           | Багатоцільові підводні човни атомні | Багатоцільові підводні човни атомні | Багатоцільові підводні човни атомні | Багатоцільові підводні човни атомні                                                  | Багатоцільові підводні човни атомні | Багатоцільові підводні човни атомні                  |
| --------------------------------------------- | ----------------------------------- | --- | ----------------------------------- | ------------------------------------------------------------------------------------ | ----------------------------------- | ---------------------------------------------------- |
|                                               | Типу «Лос-Анджелес»                 | «Чикаго», «Кі-Вест», «Гелена», «Ньюпорт-Ньюс», «Сан-Хуан», «Пасадена», «Олбані», «Топека», «Скрентон», «Александрія», «Ешвілл», «Джефферсон-Сіті», «Аннаполіс», «Спрінгфілд», «Коламбус», «Санта-Фе», «Бойс», «Монтпілієр», «Шарлотт», «Гемптон», «Гартфорд», «Толедо», «Тусон», «Коламбія», «Грінвілл», «Шаєнн»                                                                                | 62 (26 — на службі + 1 — у резерві) |                                                                                      | з 1976 — по т.ч.                    | 31 — виведені зі складу флоту                        |
|                                               | Типу «Сівулф»                       | «Сівулф», «Коннектікут», «Джіммі Картер» | 3                                   |                                                                                      | з 1997 — по т.ч.                    |                                                      |
|                                               | Типу «Вірджинія»                    | «Вірджинія», «Техас», «Гаваї», «Північна Кароліна», «Нью-Гемпшир», «Нью-Мексико», «Міссурі», «Каліфорнія», «Міссісіпі», «Міннесота», «Північна Дакота», «Джон Ворнер», «Іллінойс», «Вашингтон», «Колорадо», «Індіана», «Південна Дакота», «Делавер», «Вермонт», «Орегон», «Монтана», «Хайман Ріковер», «Нью-Джерсі», «Айова», «Массачусетс», «Айдахо», «Арканзас», «Юта», «Оклахома», «Аризона» | 21                                  | 48 (21 — в строю, 1 — на випробуваннях, 6 — на стадії будівництва, 38 — за проектом) | з 2004 — по т.ч.                    |                                                      |
| Підводні човни атомні з ракетами балістичними |                                     | |                                     |                                                                                      |                                     |                                                      |
|                                               | Типу «Огайо»                        | «Огайо», «Мічиган», «Флорида», «Джорджія», «Генрі Джексон», «Алабама», «Аляска», «Невада», «Теннесі», «Пенсильванія», «Західна Вірджинія», «Кентуккі», «Меріленд», «Небраска», «Род-Айленд», «Мен», «Вайомінг», «Луїзіана» | 18                                  | 24 (18 — в строю, 6 — скасоване)                                                     | з 1981 — по т.ч.                    |                                                      |
| Підводні човни атомні з ракетами крилатими    |                                     | |                                     |                                                                                      |                                     |                                                      |
|                                               | Типу «Огайо»                        | «Огайо», «Мічиган», «Флорида», «Джорджія», | 4                                   |                                                                                      | з 2002 — по т.ч.                    | Переобладнані на ПЧАРК з підводних човнів типу ПЧАРБ |

### Історичні кораблі

#### Фрегат
| Фото    | Тип     | Назва кораблів | Кількість | Планується | Роки             | Прим.                                    |
| Фрегати | Фрегати | Фрегати        | Фрегати   | Фрегати    | Фрегати          | Фрегати                                  |
| ------- | ------- | -------------- | --------- | ---------- | ---------------- | ---------------------------------------- |
|         |         | «Конститьюшн»  | 1         |            | з 1798 — по т.ч. | Останній з перших шести фрегатів ВМС США |

### Універсальні бойові кораблі основних класів

#### Крейсери
| Фото             | Тип                | Назва кораблів | Кількість        | Планується       | Роки             | Прим.                         |
| Ракетні крейсери | Ракетні крейсери   | Ракетні крейсери | Ракетні крейсери | Ракетні крейсери | Ракетні крейсери | Ракетні крейсери              |
| ---------------- | ------------------ | --- | ---------------- | ---------------- | ---------------- | ----------------------------- |
|                  | Типу «Тікондерога» | «Банкер Гілл», «Мобайл Бей», «Антітем», «Лейте Галф», «Сан-Хакінто», «Лейк Чамплейн», «Філіппін Сі», «Принстон», «Норманді», «Чанселорсвілл», «Коупенс», «Геттісберг», «Чосін», «Шайло», «Віксбург», «Лейк Ері», «Кейп Сент-Джордж» | 17               |                  | з 1983 — по т.ч. | 10 — виведені зі складу флоту |

#### Ескадрені міноносці
| Фото                                                  | Тип                                                   | Назва кораблів | Кількість                                             | Планується                                                                      | Роки                                                  | Прим.                                                 |
| Ескадрені міноносці КРЗ (з керованою ракетною зброєю) | Ескадрені міноносці КРЗ (з керованою ракетною зброєю) | Ескадрені міноносці КРЗ (з керованою ракетною зброєю) | Ескадрені міноносці КРЗ (з керованою ракетною зброєю) | Ескадрені міноносці КРЗ (з керованою ракетною зброєю)                           | Ескадрені міноносці КРЗ (з керованою ракетною зброєю) | Ескадрені міноносці КРЗ (з керованою ракетною зброєю) |
| ----------------------------------------------------- | ----------------------------------------------------- | --- | ----------------------------------------------------- | ------------------------------------------------------------------------------- | ----------------------------------------------------- | ----------------------------------------------------- |
|                                                       | Типу «Арлі Берк»                                      | «Арлі Берк», «Бейнбрідж», «Баррі», «Бенфолд», «Балкілі», «Карні», «Чафі», «Ченг-Гун», «Коул», «Кертіс Вілбер», «Декатур»,«Дьюї», «Дональд Кук», «Фаррагут», «Фіцджеральд», «Форрест Шерман», «Гонзалез», «Грейвлі», «Грідлі», «Голзі», «Гіггінс», «Гоппер», «Говард», «Джеймс Вільямс», «Джейсон Дангем», «Джон Пол Джонс», «Джон Маккейн», «Кідд», «Лабун», «Лассен», «Мехен», «Мейсон», «Маккемпбелл», «Макфол», «Майкл Мерфі», «Міліус», «Мітчер», «Момсен», «Мастін», «Ніц», «О'Кейн», «Оскар Остін», «Пол Гамільтон», «Пінкні», «Портер», «Прібл», «Ремедж», «Рузвельт», «Росс», «Рассел», «Семпсон», «Шоап», «Спрюенс», «Стеретт» «Стетем», «Стокдейл», «Стаут», «Салліванс», «Тракстон», «Вейн Меєр», «Вільям Лоуренс», «Вінстон Черчилль», «Джон Фінн», «Ральф Джонсон», «Рафаель Перальта», «Томас Гаднер», «Пол Ігнатіус», «Деніел Іноуї», «Дельберт Блек», «Карл Левін», «Френк Пітерсен», «Джон Бейзілон», «Ліна Саткліф-Гіґбі», «Гарві Барнем», «Джек Лукас», «Луїс Вільсон», «Патрік Галлагер», «Тед Стівенс», «Джеремая Дентон», «Вільям Шаретт», «Джордж Нейл», «Квентін Волш» | 70                                                    | 90 (70 — в строю, 13 — спушені на воду та на стадії будівництва, 7 — у проєкті) | з 1988 — по т.ч.                                      |                                                       |
|                                                       | Типу «Зумвольт»                                       | «Зумвольт», «Майкл Мансур», «Ліндон Джонсон» | 3                                                     | 3 (2 — в строю, 1 — на випробуваннях, 29 — скасовані)                           | з 2016 — по т.ч.                                      |                                                       |

#### Літоральні бойові кораблі
| Фото                      | Тип                       | Назва кораблів | Кількість                 | Планується                                                                                         | Роки                      | Прим.                     |
| Літоральні бойові кораблі | Літоральні бойові кораблі | Літоральні бойові кораблі | Літоральні бойові кораблі | Літоральні бойові кораблі                                                                          | Літоральні бойові кораблі | Літоральні бойові кораблі |
| ------------------------- | ------------------------- | --- | ------------------------- | -------------------------------------------------------------------------------------------------- | ------------------------- | ------------------------- |
|                           | Типу «Фрідом»             | «Форт-Верт», «Мілвокі», «Детройт», «Літл-Рок», «Сіу-Сіті», «Вічіта», «Біллінгс», «Індіанаполіс», «Сент-Луїс», «Міннеаполіс–Сент-Пол», «Куперстаун», «Марінетт», «Нантакет», «Белойт», «Клівленд»               | 10                        | 16 (10 — в строю, 5 — на стадії будівництва, 1 — списаний «Фрідом»)                                | з 2008 — по т.ч.          |                           |
|                           | Типу «Індепенденс»        | «Джексон», «Монтгомері», «Габріель Гіффордс», «Омаха», «Манчестер», «Талса», «Чарлстон», «Синсинаті», «Канзас-Сіті», «Окленд», «Мобайл», «Саванна», «Канберра», «Санта-Барбара», «Огаста», «Кінгсвілл», «Пірр» | 12                        | 19 (12 — в строю, 5 — на стадії будівництва і випробувань, 2 — списані («Індепенденс», «Коронадо») | з 2010 — по т.ч.          |                           |

#### Сторожові кораблі
| Фото              | Тип               | Назва кораблів    | Кількість         | Планується                       | Роки              | Прим.             |
| Сторожові кораблі | Сторожові кораблі | Сторожові кораблі | Сторожові кораблі | Сторожові кораблі                | Сторожові кораблі | Сторожові кораблі |
| ----------------- | ----------------- | ----------------- | ----------------- | -------------------------------- | ----------------- | ----------------- |
|                   | Типу «Циклон»     |                   | 14                | 16 (14 — в строю, 2 — скасовані) | з 1993 — по т.ч.  |                   |

### Кораблі протимінної оборони

#### Тральщики
| Фото      | Тип             | Назва кораблів | Кількість | Планується (Кіл-сть типу) | Роки             | Прим.                                       |
| Тральщики | Тральщики       | Тральщики      | Тральщики | Тральщики                 | Тральщики        | Тральщики                                   |
| --------- | --------------- | -------------- | --------- | ------------------------- | ---------------- | ------------------------------------------- |
|           | Типу «Евенджер» |                | 8         | 14 (8 — в строю)          | з 1983 — по т.ч. | 4 — виведені зі складу флоту, 1 — втрачений |

### Кораблі спеціального призначення
| Фото                                           | Тип                           | Назва кораблів                | Кількість                     | Планується                    | Роки                          | Прим. |
| Плавучі бази підводних човнів                  | Плавучі бази підводних човнів | Плавучі бази підводних човнів | Плавучі бази підводних човнів | Плавучі бази підводних човнів | Плавучі бази підводних човнів | Плавучі бази підводних човнів |
| ---------------------------------------------- | ----------------------------- | ----------------------------- | ----------------------------- | ----------------------------- | ----------------------------- | --- |
|                                                | Типу «Еморі Ленд»             |                               | 2                             |                               | з 1979 — по т.ч.              | 1 — скасований |
| Розвідувальні кораблі вимірювального комплексу |                               |                               |                               |                               |                               | |
|                                                | Типу «Баннер»                 | «Пуебло»                      | 3                             |                               | з 1945 — по т.ч.              | 23 січня 1968 року був захоплений північно-корейськими військами поблизу узбережжя Кореї під час ведення ним розвідувальної діяльності. Досі перебуває у захопленні владою Пхеньяна, як корабель-музейз 3-х кораблів цього типу 1 — у захопленні, 1 — втрачений та 1 — виведений зі складу ВМС |

### Командування військово-морських перевезень США

#### Амфібійні сили
| Фото                  | Тип                     | Назва кораблів        | Кількість             | Планується            | Роки                  | Прим.                                                                                  |
| Малі десантні кораблі | Малі десантні кораблі   | Малі десантні кораблі | Малі десантні кораблі | Малі десантні кораблі | Малі десантні кораблі | Малі десантні кораблі                                                                  |
| --------------------- | ----------------------- | --------------------- | --------------------- | --------------------- | --------------------- | -------------------------------------------------------------------------------------- |
|                       | Типу LCAC               |                       | 74                    |                       | з 1986 — по т.ч.      | 91 (74 — на службі в Командуванні військово-морських перевезень США, 6 — у ВМС Японії) |
| Десантні катери       |                         |                       |                       |                       |                       |                                                                                        |
|                       | Типу 1466, 1610 та 1627 |                       | 32                    |                       | з 1967 — по т.ч.      |                                                                                        |

#### Транспорти
| Фото                                  | Тип                   | Назва кораблів | Кількість             | Планується                                                   | Роки                  | Прим.                        |
| Транспорти постачання                 | Транспорти постачання | Транспорти постачання | Транспорти постачання | Транспорти постачання                                        | Транспорти постачання | Транспорти постачання        |
| ------------------------------------- | --------------------- | --- | --------------------- | ------------------------------------------------------------ | --------------------- | ---------------------------- |
|                                       | типу «Боб Хоуп»       | | 7                     |                                                              | з 1998 — по т.ч.      |                              |
|                                       | типу «Шугарт»         | «Шугарт» | 3                     |                                                              | з 1998 — по т.ч.      |                              |
|                                       | типу «Гордон»         | | 2                     |                                                              | з 1996 — по т.ч.      |                              |
| Універсальні транспорти постачання    |                       | |                       |                                                              |                       |                              |
|                                       | типу «Сапплай»        | | 3                     |                                                              | з 1998 — по т.ч.      | 4 (1 — виведений до резерву) |
| Швидкі експедиційні транспортні судна |                       | |                       |                                                              |                       |                              |
|                                       | типу «Сперхед»        | «Сперхед», «Чокто Каунті», «Міллнокет», «Фолл Рівер», «Трентон», «Брансвік», «Карсон Сіті», «Юма», «Сіті оф Бісмарк», «Берлінгтон», «Пуерто Ріко», «Ньюпорт», «Апалачикола», «Коді», «Пойнт Лома» | 20                    | 13 (13 — в строю, 2 — на стадії будівництва, 4 — планується) | з 2012 — по т.ч.      |                              |
|                                       |                       | «Вестпак Експрес» | 1                     |                                                              | з 2001 — по т.ч.      |                              |
|                                       |                       | «Сі Файтер» | 1                     |                                                              | з 2005 — по т.ч.      |                              |
|                                       |                       | «Гуам» | 1                     |                                                              | з 2008 — по т.ч.      | Тимчасово зарезервований     |
|                                       |                       | «Пуерто-Рико» | 1                     |                                                              | з 2012 — по т.ч.      | Тимчасово зарезервований     |

#### Балкери
| Фото    | Тип                  | Назва кораблів | Кількість | Планується | Роки             | Прим.   |
| Балкери | Балкери              | Балкери        | Балкери   | Балкери    | Балкери          | Балкери |
| ------- | -------------------- | -------------- | --------- | ---------- | ---------------- | ------- |
|         | типу «Льюїс і Кларк» |                | 14        |            | з 2006 — по т.ч. |         |

#### Кабельні судна
| Фото           | Тип            | Назва кораблів | Кількість      | Планується     | Роки             | Прим.          |
| Кабельне судно | Кабельне судно | Кабельне судно | Кабельне судно | Кабельне судно | Кабельне судно   | Кабельне судно |
| -------------- | -------------- | -------------- | -------------- | -------------- | ---------------- | -------------- |
|                |                | «Цейс»         | 1              |                | з 1984 — по т.ч. |                |

#### Танкери
| Фото    | Тип                 | Назва кораблів | Кількість | Планується | Роки             | Прим.                                                              |
| Танкери | Танкери             | Танкери        | Танкери   | Танкери    | Танкери          | Танкери                                                            |
| ------- | ------------------- | -------------- | --------- | ---------- | ---------------- | ------------------------------------------------------------------ |
|         | типу «Генрі Кайзер» |                | 15        |            | з 1986 — по т.ч. | 18 (15 — у складі флоту, 2 — скасоване, 1 — переданий до ВМС Чилі) |

#### Госпітальні судна
| Фото              | Тип               | Назва кораблів    | Кількість         | Планується        | Роки              | Прим.             |
| Госпітальні судна | Госпітальні судна | Госпітальні судна | Госпітальні судна | Госпітальні судна | Госпітальні судна | Госпітальні судна |
| ----------------- | ----------------- | ----------------- | ----------------- | ----------------- | ----------------- | ----------------- |
|                   | типу «Мерсі»      | «Мерсі» «Комфорт» | 2                 |                   | з 1986 — по т.ч.  |                   |

#### Судна забезпечення базування
| Фото                       | Тип                        | Назва кораблів             | Кількість                  | Планується                                                 | Роки                       | Прим.                           |
| Мобільні морські платформи | Мобільні морські платформи | Мобільні морські платформи | Мобільні морські платформи | Мобільні морські платформи                                 | Мобільні морські платформи | Мобільні морські платформи      |
| -------------------------- | -------------------------- | -------------------------- | -------------------------- | ---------------------------------------------------------- | -------------------------- | ------------------------------- |
|                            |                            | «Монтфорд Пойнт»           | 2                          | 4 (2 — в строю, 1 — на стадії будівництва, 1 — планується) | з 2012 — по т.ч.           |                                 |
| Плавучі крани              |                            |                            |                            |                                                            |                            |                                 |
|                            | типу «Гопфер Стейт»        |                            | 3                          |                                                            | з 1986 — по т.ч.           |                                 |
|                            | типу «Кістоун Стейт»       |                            | 6                          |                                                            | з 1984 — по т.ч.           | 10 (6 — в строю, 4 — в резерві) |
| Пошуково-рятувальні судна  |                            |                            |                            |                                                            |                            |                                 |
|                            | типу «Сейфгард»            |                            | 4                          |                                                            | з 1985 — по т.ч.           |                                 |

#### Судна навігаційно-гідрографічного забезпечення
| Фото                             | Тип                 | Назва кораблів      | Кількість           | Планується                                 | Роки                | Прим.                                                                                         |
| Гідрографічні судна              | Гідрографічні судна | Гідрографічні судна | Гідрографічні судна | Гідрографічні судна                        | Гідрографічні судна | Гідрографічні судна                                                                           |
| -------------------------------- | ------------------- | ------------------- | ------------------- | ------------------------------------------ | ------------------- | --------------------------------------------------------------------------------------------- |
|                                  | типу «Патфайндер»   |                     | 6                   | 7 (6 — в строю, 1 — на стадії будівництва) | з 1994 — по т.ч.    |                                                                                               |
| Океанографічні судна             |                     |                     |                     |                                            |                     |                                                                                               |
|                                  | типу «Вікторіос»    |                     | 4                   |                                            | з 1991 — по т.ч.    |                                                                                               |
|                                  | типу «Стелварт»     |                     | 2                   |                                            | з 1984 — по т.ч.    | 18 (2 — в строю, ~16 — у складі Національного управління океанічних і атмосферних досліджень) |
|                                  |                     | «Імпекабл»          | 1                   |                                            | з 2001 — по т.ч.    |                                                                                               |
| Кораблі вимірювального комплексу |                     |                     |                     |                                            |                     |                                                                                               |
|                                  |                     | «Говард Лоренцен»   | 1                   |                                            | з 2012 — по т.ч.    |                                                                                               |

#### Буксири
| Фото    | Тип             | Назва кораблів | Кількість | Планується                                     | Роки             | Прим.   |
| Буксири | Буксири         | Буксири        | Буксири   | Буксири                                        | Буксири          | Буксири |
| ------- | --------------- | -------------- | --------- | ---------------------------------------------- | ---------------- | ------- |
|         | типу «Повхатан» |                | 6         | 7 (6 — в строю, 1 — тимчасово законсервований) | з 1979 — по т.ч. |         |
|         | типу «Нейтік»   |                | 8         | 8 (7 — в строю, 1 — тренувальний)              | з 1964 — по т.ч. |         |
|         | типу «Веліант»  |                | 6         |                                                | з 2009 — по т.ч. |         |

## Армія США

### Судна
Армія США має у своєму розпорядженні низку десантно-транспортних та інших допоміжних військових суден.
|  | Типу «Генерал Френк Бессон»         |                          | Допоміжне судно забезпечення          | 8  |  |
|  |                                     | USNS «Ворті» (T-AGOS-14) | Океанографічне науково-дослідне судно | 1  |  |
|  | Типу «Раннімед»                     |                          | Десантно-висадочні засоби             | 35 |  |
|  | Типу «Генерал-майор Натаніель Грін» |                          | Морський буксир                       | 6  |  |